# Línea 271 (Interurbanos Madrid)
La línea 271 de la red de autobuses interurbanos de Madrid une Alcalá de Henares con Pezuela de las Torres y Pioz.

## Características
Esta línea une Alcalá de Henares con Villalbilla, Corpa, Pezuela de las Torres y Pioz, en un trayecto de 55 minutos de duración.
Se trata de las pocas líneas interurbanas de Madrid que salen fuera de la Comunidad de Madrid, en este caso se adentra en Guadalajara y gracias a un acuerdo entre el Consorcio Regional de Transportes de Madrid y la Junta de Comunidades de Castilla-La Mancha es posible el uso del abono transporte correspondiente a la corona tarifaria E1 entre ambas comunidades.
Algunas expediciones pasan por la Estación de Alcalá de Henares facilitando el transbordo a la red de Cercanías, o reducen su recorrido finalizando en Pezuela de las Torres y pasando por la Calle Hayedo de Montejo en Villalbilla.
Sirve de complemento a la línea 272 comunicando Alcalá de Henares con Villalbilla.
Siguiendo la numeración de líneas del CRTM, las líneas que circulan por el corredor 2 son aquellas que dan servicio a los municipios situados en torno a la A-2 y comienzan con un 2. Aquellas numeradas dentro de la decena 270 corresponden a aquellas que circulan entre Alcalá de Henares y Villalbilla o la zona sur de la comarca de Alcalá.
La línea no mantiene los mismos horarios todo el año, desde el 16 de julio al 31 de agosto se reducen el número de expediciones los días laborables entre semana (sábados laborables, domingos y festivos tienen los mismos horarios todo el año), además de los días excepcionales vísperas de festivo y festivos de Navidad en los que los horarios también cambian y se reducen.
Está operada por la empresa Castromil a través de Monbus mediante la concesión administrativa VCM-204 - Alcalá de Henares - Los Santos de la Humosa (Viajeros Comunidad de Madrid) del Consorcio Regional de Transportes de Madrid.

### Sublíneas
Aquí se recogen todas las distintas sublíneas que ha tenido la línea 271. La denominación de sublíneas que utiliza el CRTM es la siguiente:
- Número de línea (271)
- Sentido de circulación (1 ida, 2 vuelta)
- Número de sublínea

Por ejemplo, la sublínea 271102 corresponde a la línea 271, sentido 1 (ida) y el número 02 de numeración de sublíneas creadas hasta la fecha.
| Ida    | Ruta | Itinerario                                            | Vuelta | Ruta | Itinerario                                            |
| 271101 | -    | Alcalá - Pioz                                         | 271201 | -    | Pioz - Alcalá                                         |
| 271102 | p    | Alcalá - Pezuela, por C/ Hayedo Montejo (Villalbilla) | 271202 | p    | Pezuela - Alcalá, por C/ Hayedo Montejo (Villalbilla) |
| 271103 | e    | Alcalá - Pioz                                         | 271203 | e    | Pioz - Alcalá, por estación de Alcalá                 |

## Horarios

### 1 septiembre - 15 julio
| Lunes a viernes laborables | Lunes a viernes laborables | Sábados laborables, domingos y festivos | Sábados laborables, domingos y festivos |
| Alcalá > Pioz              | Pioz > Alcalá              | Alcalá > Pioz                           | Pioz > Alcalá                           |
| 07:50                      | 06:55                      | 07:15                                   | 08:00                                   |
| 08:00                      | 08:40                      | 08:35                                   | 09:20                                   |
| 09:30                      | 09:15                      | 11:20                                   | 12:20                                   |
| 10:25                      | 10:20                      | 14:40                                   | 15:25                                   |
| 11:00                      | 11:45                      | 16:15                                   | 17:15                                   |
| 12:25                      | 12:00                      | 19:40                                   | 20:20                                   |
| 13:00                      | 13:10                      | 22:30                                   | 23:30                                   |
| 14:25                      | 14:15                      |                                         |                                         |
| 15:30                      | 15:40                      |                                         |                                         |
| 16:45                      | 16:50                      |                                         |                                         |
| 18:00                      | 18:00                      |                                         |                                         |
| 19:00                      | 18:45                      |                                         |                                         |
| 19:30                      | 19:40                      |                                         |                                         |
| 20:30                      | 20:30                      |                                         |                                         |
| 21:30                      | 21:30                      |                                         |                                         |
| 22:30                      | 22:15                      |                                         |                                         |
| 23:00                      | 23:15                      |                                         |                                         |
|                            | 23:45                      |                                         |                                         |

### 16 julio - 31 agosto
| Lunes a viernes laborables | Lunes a viernes laborables | Sábados laborables, domingos y festivos | Sábados laborables, domingos y festivos |
| Alcalá > Pioz              | Pioz > Alcalá              | Alcalá > Pioz                           | Pioz > Alcalá                           |
| 07:50                      | 06:55                      | 07:15                                   | 08:00                                   |
| 08:00                      | 08:40                      | 08:35                                   | 09:20                                   |
| 10:25                      | 09:15                      | 11:20                                   | 12:20                                   |
| 12:25                      | 11:45                      | 14:40                                   | 15:25                                   |
| 13:00                      | 13:10                      | 16:15                                   | 17:15                                   |
| 14:00                      | 14:15                      | 19:40                                   | 20:20                                   |
| 15:30                      | 15:40                      | 22:30                                   | 23:30                                   |
| 16:45                      | 16:50                      |                                         |                                         |
| 19:00                      | 18:00                      |                                         |                                         |
| 20:30                      | 19:45                      |                                         |                                         |
| 21:30                      | 21:30                      |                                         |                                         |
| 23:00                      | 22:15                      |                                         |                                         |

1. 1 2 3 4 5 6 7 8 9 10 11 12 13 14 15 16 17 18 19 20 21 22 23 24 25 26 27 28 29 30 31 32 33 34 35 36 37 38 39 40 41 42 43 44  Hasta/desde Pezuela de las Torres, por la Calle Hayedo de Montejo en Villalbilla
2. 1 2 3 4 5  Por la Estación de Alcalá de Henares

## Recorrido y paradas

### Sentido Pezuela - Pioz
| Código                                                                                       | Zona | Localidad             | Denominación                                          | Ubicación                             | Líneas de la parada              | Cercanías         |
| -------------------------------------------------------------------------------------------- | ---- | --------------------- | ----------------------------------------------------- | ------------------------------------- | -------------------------------- | ----------------- |
| 07026                                                                                        |      | Alcalá de Henares     | Avenida de Guadalajara - Calle de Brihuega            | Avenida de Guadalajara Nº3            | 231 232 271 272 275 6 7 8        |                   |
| Las expediciones que pasan por la Estación de Alcalá de Henares realizan la siguiente parada |      |                       |                                                       |                                       |                                  |                   |
| 12245                                                                                        |      | Alcalá de Henares     | Calle Marcos Martínez - Paseo de la Estación          | Calle Marcos Martínez Nº2             | 231 271 2 5 10                   | Alcalá de Henares |
| Paradas del itinerario normal                                                                |      |                       |                                                       |                                       |                                  |                   |
| 09465                                                                                        |      | Alcalá de Henares     | Calle Demetrio Ducas - Escuela Infantil               | Calle Demetrio Ducas S/Nº             | 271 272 275 N200 2 5             |                   |
| 07219                                                                                        |      | Alcalá de Henares     | Paseo de Pastrana - Plaza Puerta del Vado             | Plaza Puerta del Vado Nº2             | 271 272 275 N200                 |                   |
| 12415                                                                                        |      | Alcalá de Henares     | Paseo de Pastrana - Calle del Río Ter                 | Paseo de Pastrana Nº2                 | 231 232 260 271 272 275 320 N200 |                   |
| 08996                                                                                        |      | Villalbilla           | Carretera M-204 - El Gurugú                           | Carretera M-204 S/Nº                  | 271 272 275 N200                 |                   |
| 15367                                                                                        |      | Villalbilla           | Carretera M-204 - Polígono Industrial El Gurugú       | Carretera M-204 km. 4,1               | 271 272 N200                     |                   |
| 15162                                                                                        |      | Villalbilla           | Carretera M-204 - Polígono Industrial Los Bordales    | Calle Blasco de Garay Nº23            | 271 272 N200                     |                   |
| Paradas realizadas por las expediciones con destino Pioz                                     |      |                       |                                                       |                                       |                                  |                   |
| 15164                                                                                        |      | Villalbilla           | Carretera M-233 - Parque Arroyo del Tesoro            | Carretera de Valdeáguila Nº1          | 271 272 N200                     |                   |
| 17765                                                                                        |      | Villalbilla           | Carretera de Valdeláguila - Polideportivo             | Carretera de Valdeáguila Nº1          | 271 272 N200                     |                   |
| 12535                                                                                        |      | Villalbilla           | Calle Madreselva - Carretera de Valdeáguila           | Carretera de Valdeáguila Nº8          | 271 272 N200                     |                   |
| 12537                                                                                        |      | Villalbilla           | Calle Espliego - Calle del Tomillo                    | Calle Espliego Nº21                   | 271 272 N200                     |                   |
| 12539                                                                                        |      | Villalbilla           | Avenida del Romero - Calle del Tomillo                | Avenida del Romero Nº56               | 271 272 N200                     |                   |
| 12541                                                                                        |      | Villalbilla           | Avenida del Romero - Calle Espliego                   | Avenida del Romero Nº25               | 271 272 N200                     |                   |
| 20173                                                                                        |      | Villalbilla           | Avenida del Romero - Calle Mirto                      | Avenida del Romero Nº1                | 271 272 N200                     |                   |
| 12542                                                                                        |      | Villalbilla           | Avenida de la Olimpiada - Club de Golf                | Avenida de la Olimpiada Nº14          | 271 272 N200                     |                   |
| 08993                                                                                        |      | Villalbilla           | Avenida de la Urba - Urbanización El Robledal         | Avenida de la Urba Nº5                | 271 272 N200                     |                   |
| Paradas realizadas por las expediciones con destino Pezuela de las Torres                    |      |                       |                                                       |                                       |                                  |                   |
| 09444                                                                                        |      | Villalbilla           | Villalbilla - Plaza del Quiosco                       | Calle de Alcalá Nº12                  | 232271 272                       |                   |
| 17751                                                                                        |      | Villalbilla           | Avenida de los Parques Naturales - Calle de Monfragüe | Avenida de los Parques Naturales Nº29 | 271                              |                   |
| 17753                                                                                        |      | Villalbilla           | Avenida de los Parques Naturales - Colegio            | Avenida de los Parques Naturales Nº9  | 271                              |                   |
| 17758                                                                                        |      | Villalbilla           | Camino de Corpa - Calle Hayedo de Montejo             | Camino de Corpa Nº34                  | 271                              |                   |
| 17759                                                                                        |      | Villalbilla           | Calle Hayedo de Montejo - Calle de la Peña de Francia | Calle Hayedo de Montejo Nº33          | 271                              |                   |
| 18456                                                                                        |      | Villalbilla           | Avenida de la Urba - Plaza de la Urba                 | Avenida de la Urba Nº8                | 271                              |                   |
| Paradas del itinerario normal                                                                |      |                       |                                                       |                                       |                                  |                   |
| 07311                                                                                        |      | Corpa                 | Corpa - Plaza de España                               | Plaza de España Nº4                   | 271 272                          |                   |
| Las expediciones con destino Pezuela de las Torres finalizan en esta parada                  |      |                       |                                                       |                                       |                                  |                   |
| 09665                                                                                        |      | Pezuela de las Torres | Pezuela - Calle de Santa Ana                          | Calle Mayor Nº1                       | 271 272                          |                   |
| Paradas realizadas por las expediciones con destino Pioz                                     |      |                       |                                                       |                                       |                                  |                   |
| 07387                                                                                        |      | Pezuela de las Torres | Pezuela - Calle de Santa Ana                          | Calle de Santa Ana Nº3                | 271                              |                   |
| 18502                                                                                        |      | Pezuela de las Torres | Pezuela - Urbanización Los Caminos                    | Calle de la Encina Nº43               | 271                              |                   |
| 99302                                                                                        |      | Pioz                  | Pioz - Urbanización Las Matillas                      | Carretera M-234 S/Nº                  | 271                              |                   |
| 99304                                                                                        |      | Pioz                  | Pioz - Cruce Carretera de Guadalajara                 | Carretera M-227 S/Nº                  | 271                              |                   |
| 20865                                                                                        |      | Pioz                  | Pioz - Plaza del Pueblo                               | Carretera de Mondéjar S/Nº            | 271                              |                   |

1. ↑  Sólo permite el descenso de viajeros

### Sentido Alcalá de Henares
| Código                                                                                       | Zona | Localidad             | Denominación                                                  | Ubicación                             | Líneas de la parada          | Cercanías         |
| -------------------------------------------------------------------------------------------- | ---- | --------------------- | ------------------------------------------------------------- | ------------------------------------- | ---------------------------- | ----------------- |
| 20865                                                                                        |      | Pioz                  | Pioz - Plaza del Pueblo                                       | Carretera de Mondéjar S/Nº            | 271                          |                   |
| 99303                                                                                        |      | Pioz                  | Pioz - Cruce Carretera de Guadalajara                         | Carretera M-227 S/Nº                  | 271                          |                   |
| 99301                                                                                        |      | Pioz                  | Pioz - Urbanización Las Matillas                              | Carretera M-234 S/Nº                  | 271                          |                   |
| 18501                                                                                        |      | Pezuela de las Torres | Pezuela - Urbanización Los Caminos                            | Calle de la Encina Nº43               | 271                          |                   |
| Las expediciones con origen Pezuela de las Torres comienzan en esta parada                   |      |                       |                                                               |                                       |                              |                   |
| 09665                                                                                        |      | Pezuela de las Torres | Pezuela - Calle de Santa Ana                                  | Calle Mayor Nº1                       | 271 272                      |                   |
| 09528                                                                                        |      | Corpa                 | Corpa - Plaza de España                                       | Carretera de Pezuela km. 0,2          | 271 272                      |                   |
| Paradas realizadas por las expediciones con origen Pioz                                      |      |                       |                                                               |                                       |                              |                   |
| 12544                                                                                        |      | Villalbilla           | Avenida de la Urba - Urbanización El Robledal                 | Avenida de la Urba Nº5                | 271                          |                   |
| 12543                                                                                        |      | Villalbilla           | Avenida de la Olimpiada - Club de Golf                        | Avenida de la Olimpiada Nº38          | 271                          |                   |
| 20172                                                                                        |      | Villalbilla           | Avenida del Romero - Calle Mirto                              | Avenida del Romero Nº6                | 271                          |                   |
| 12540                                                                                        |      | Villalbilla           | Avenida del Romero - Calle Espliego                           | Avenida del Romero Nº23               | 271                          |                   |
| 12538                                                                                        |      | Villalbilla           | Avenida del Romero - Calle del Tomillo                        | Avenida del Romero Nº52               | 271                          |                   |
| 12536                                                                                        |      | Villalbilla           | Calle Espliego - Calle del Tomillo                            | Calle Espliego Nº23                   | 271                          |                   |
| 12534                                                                                        |      | Villalbilla           | Calle Madreselva - Carretera de Valdeáguila                   | Carretera de Valdeáguila Nº8          | 271                          |                   |
| 17764                                                                                        |      | Villalbilla           | Carretera de Valdeláguila - Polideportivo                     | Carretera de Valdeáguila Nº1          | 271                          |                   |
| 15163                                                                                        |      | Villalbilla           | Carretera M-233 - Parque Arroyo del Tesoro                    | Carretera de Valdeáguila S/Nº         | 271                          |                   |
| Paradas realizadas por las expediciones con origen Pezuela de las Torres                     |      |                       |                                                               |                                       |                              |                   |
| 18457                                                                                        |      | Villalbilla           | Avenida de la Urba - Plaza de la Urba                         | Avenida de la Urba Nº8                | 271 272                      |                   |
| 17760                                                                                        |      | Villalbilla           | Calle Hayedo de Montejo - Calle de la Peña de Francia         | Calle Hayedo de Montejo Nº33          | 271 272 N200                 |                   |
| 17757                                                                                        |      | Villalbilla           | Camino de Corpa - Calle de la Sierra de la Demanda            | Camino de Corpa Nº34                  | 271 272 N200                 |                   |
| 17754                                                                                        |      | Villalbilla           | Avenida de los Parques Naturales - Calle del Lago de Sanabria | Avenida de los Parques Naturales Nº5  | 271 272 N200                 |                   |
| 17752                                                                                        |      | Villalbilla           | Avenida de los Parques Naturales - Calle Arribes del Duero    | Avenida de los Parques Naturales Nº30 | 271 272 N200                 |                   |
| 08994                                                                                        |      | Villalbilla           | Villalbilla - Plaza del Quiosco                               | Calle de Mondéjar Nº28                | 232 271 272 N200             |                   |
| Paradas del itinerario normal                                                                |      |                       |                                                               |                                       |                              |                   |
| 15161                                                                                        |      | Villalbilla           | Carretera M-204 - Polígono Industrial Los Bordales            | Carretera M-204 S/Nº                  | 271 272 N200                 |                   |
| 17767                                                                                        |      | Villalbilla           | Carretera M-204 - Estación de Servicio                        | Carretera M-204 km. 38,7              | 271 272 N200                 |                   |
| 15366                                                                                        |      | Villalbilla           | Carretera M-204 - Polígono Industrial El Gurugú               | Carretera M-204 km. 39,7              | 271 272 N200                 |                   |
| 12040                                                                                        |      | Villalbilla           | Carretera M-204 - El Gurugú                                   | Carretera M-204 S/Nº                  | 271 272 N200                 |                   |
| 08999                                                                                        |      | Villalbilla           | Carretera M-300 - El Gurugú                                   | M-300 km. 23,8                        | 231 232 260 271 272 320 N200 |                   |
| 12416                                                                                        |      | Alcalá de Henares     | Paseo de Pastrana - Calle de Bolarque                         | Paseo de Pastrana Nº34                | 231 232 260 271 272 320 N200 |                   |
| 06976                                                                                        |      | Alcalá de Henares     | Plaza Puerta del Vado - Paseo de las Moreras                  | Plaza Puerta del Vado Nº3             | 260 271 272 320 N200 2       |                   |
| 20659                                                                                        |      | Alcalá de Henares     | Calle Demetrio Ducas - Avenida de Madrid                      | Calle Demetrio Ducas Nº1              | 271 272 N200 2 5             |                   |
| Las expediciones que pasan por la Estación de Alcalá de Henares realizan la siguiente parada |      |                       |                                                               |                                       |                              |                   |
| 07022                                                                                        |      | Alcalá de Henares     | Paseo de la Estación - Calle Zuloaga                          | Paseo de la Estación Nº10             | 231 232 271 2 5 8 10         | Alcalá de Henares |
| Parada del itinerario normal                                                                 |      |                       |                                                               |                                       |                              |                   |
| 20399                                                                                        |      | Alcalá de Henares     | Avenida de Guadalajara - Calle de Brihuega                    | Avenida de Guadalajara Nº7            | 271272275                    |                   |

1. 1 2 3 4  Sólo permite el descenso de viajeros